# Emmanuel Guibert
Emmanuel Guibert (* 1964 Paříž) je francouzský komiksový kreslíř a scenárista.

## Životopis
Po absolvování lycea navštěvoval v roce 1980 několik měsíců různé umělecké školy v Paříži. Poté začal profesionálně navrhovat storyboardy pro filmy a videoklipy. Jako komiksový autor debutoval v roce 1992 albem Brune, na kterém pracoval sedm let. V ateliéru Atelier des Vosges, který založil v roce 1995 Frédéric Boilet, se seznámil s komiksovými kreslíři Didierem Tronchetem, Christophem Blainem und Joannem Sfarem. Se Sfarem vytvořil příběh La fille du professeur o dívce z Londýna, která se v roce 1900 zamilovala do oživlé egyptské mumie. Od roku 2000 působí jako scenárista a spolu s Joannem Sfarem kreslí komiksovou sérii Sardine de l'espace.
Mezinárodně známým se stal v roce 2003 trojdílnou publikací Le Photographe (společně s Didierem Lefèvrem a Frédéricem Lemercierem), pro kterou zpracoval kresby a scénář. Trilogie vypráví zážitky francouzského fotoreportéra Lefèvrea v roce 1986 během Sovětské války v Afghánistánu. Dílo bylo přeloženo do více než deseti jazyků.

## Ocenění
- 2007: Globes de Cristal za nejlepší komiksový strip Le Photographe.

## Dílo
- Brune, 1992
- La fille du professeur (společně Joannem Sfarem), 1997 (česky Profesorova dcera, Meander, 2013)
- Sardine de l’espace (částečně s Joann Sfar a Mathieu Sapinem jako ilustrátorem), 13 alb, 2000.
- Les olives noires (společně Joannem Sfarem), 2001
- Le Photographe (společně Didierem Lefèvrem a Didierem Lemercierem), 2003, 2004, 2006, (česky Fotograf, Meander, 2012)
- La Guerre d'Alan, 3 svazky v letech 2000, 2002, 2008; dohromady: 2009, (česky Alanova válka, Meander, 2010)
- Des nouvelles d'Alain, 2009 (česky Zprávy od Alana, Meander, 2014)
- L’Enfance d'Alan, 2012 (česky Alanovo dětství, Meander, 2014)